# Wendy Richard

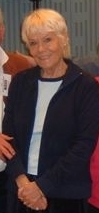
Wendy Richard

Wendy Richard MBE (* 20. Juli 1943 als Wendy Emerton in Middlesbrough; † 26. Februar 2009 in London) war eine britische Schauspielerin.

## Leben
Richard besuchte die Royal Masonic School for Girls, verließ diese jedoch im Alter von 15 Jahren zugunsten einer Schauspielausbildung in London. Zur selben Zeit nahm sie ihren Künstlernamen an. Ihre erste Rolle hatte sie in der Fernsehserie Stranger on the Shore, die als Erkennungsmelodie den gleichnamigen Welthit benutzte. 1965 spielte sie eine Gastrolle in Danger Man. Im selben Jahr wurde sie für die Rolle der Joyce Harker in der Seifenoper The Newcomers besetzt. Richard spielte in einigen Spielfilmen, darunter zwei Filmen der Carry-On-Filmreihe. Ihr Auftritt im Beatles-Film Hi-Hi-Hilfe! wurde herausgeschnitten.
Von 1972 bis 1985 spielte sie die junge, naive aber bauernschlaue Kaufhausverkäuferin Shirley Brahms in der Sitcom Werden Sie schon bedient? (Are you being served?) – eine Rolle, die sie in Grace & Favour 1992/1993 erneut spielte. Diese Rolle brachte sie erstmals und nachhaltig ins Rampenlicht einer breiten Öffentlichkeit.
Von 1985 bis 2006 spielte Wendy Richard in 1405 Folgen die Rolle der Pauline Fowler vom Waschsalon in der BBC-Seifenoper EastEnders, die das Leben der Arbeiterklasse im Londoner Osten thematisiert.

## Filmografie (Auswahl)
- 1964: Geheimauftrag für John Drake (Danger Man; Fernsehserie, 1 Folge)
- 1971: Aufruhr im Busdepot (On the Buses)
- 1972: Die total verrückte Oberschwester (Carry On Matron)
- 1973: Mißwahl auf Englisch (Carry On Girls)
- 1972–1985: Are You Being Served? (Fernsehserie, 69 Folgen)
- 1985–2006: EastEnders (Fernsehserie, 2039 Folgen)
- 1992: Grace & Favour
- 2008: Agatha Christie’s Marple (Fernsehserie, 1 Folge)